# Sit pardalenc de sabana
El sit pardalenc de sabana o sit pardalenc de canyar (Ammodramus humeralis) és un ocell de la família dels passerèl·lids (Passerellidae).

## Descripció
El sit pardalenc de sabana és una espècie robusta amb un cap gros i una cua curta, amb una longitud total d'uns 13 cm. Les ales també són curtes i les potes força llargues. Les parts superiors són de color gris marronós amb vetes de negre. El pit i els flancs són grisencs o rosats i les parts inferiors són de color blanc apagat. Té un anell ocular blanc estret i una taca groga a la brida i una altra a la corba de l'ala. El cant és una sèrie aguda però fina de “frases” llastimoses, "iii, telii, tiiiiiii". Aquest ocell és semblant en aparença al sit pardalenc caragroc, però té més groc a la cara i la vocalització és força diferent.

## Distribució i hàbitat
Aquest pardal és originari de la meitat occidental d'Amèrica del Sud. Habita les praderies altes de sabana, però també habita pastures, cerrados, clarianes dels boscos de les terres baixes i turons d'Argentina, Bolívia, Brasil, Colòmbia, Guaiana Francesa, Guyana, Paraguai, Perú, Surinam, Uruguai i Veneçuela. És present a les zones baixes i a altituds de fins a 1.100 m, possiblement més altes al sud de Veneçuela.

## Comportament
Un ocell "secret", aquesta espècie s'alimenta a terra i s'esmuny entre la vegetació si se'l molesta. Es pot observar quan canta des d'una perxa elevada o bé s'alimenta en espais lliures a primera hora del matí o vespre. La dieta consisteix en herba i altres llavors i també es mengen petits insectes, sobretot durant l'època de reproducció. El niu té forma de copa i construït a terra amb una pista a través del fullatge que hi condueix.

## Taxonomia
Es reconeixen quatre subespècies:
- A. h. humeralis (Bosc, 1792) des de Colòmbia (excepte nord-est) i Veneçuela (excepte nord-oest) fins les Guaianes i l'est de Brazil.
- A. h. pallidulus (Wetmore, 1949) nord-est de Colòmbia i nord-oest de Veneçuela.
- A. h. xanthornus (Gould, 1839) des del sud-est de Perú i nord-est de Bolívia al centre sud de Brasil, Uruguai i centre d'Argentina.
- A. h. tarijensis (Bond & Meyer de Schauensee, 1939) se Bolívia.